# 휘록암

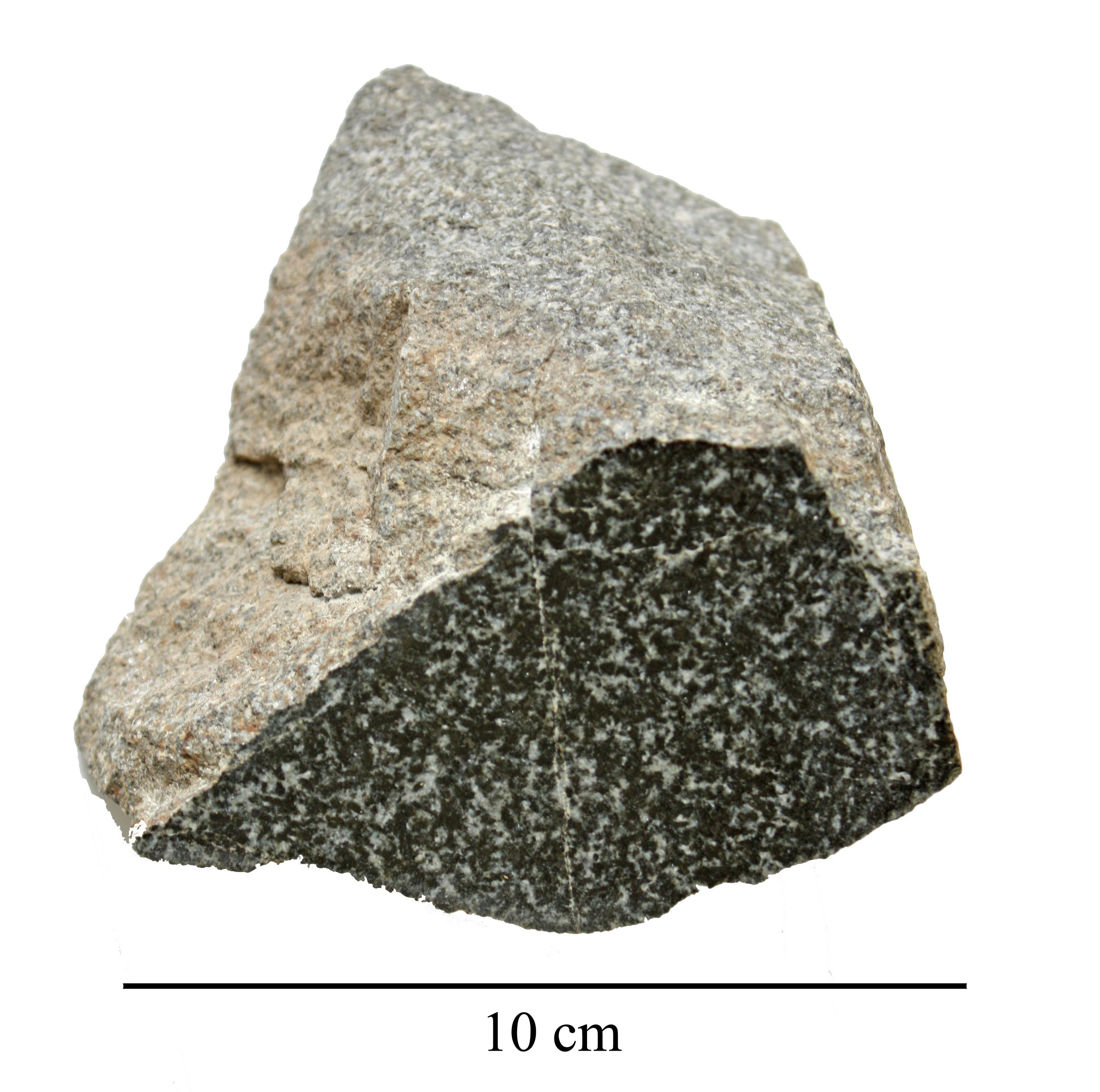
휘록암

휘록암(輝綠巖, 영어: Diabase, dolerite, microgabbro)은 현무암·반려암과 유사한 조성을 지닌 화성암의 일종으로 고철질이며 완정질인 반심성암이다. 휘록암의 암맥과 암상은 보통 얕은 관입체이며 타킬라이트가 함유된 세립질 또는 비현정질 냉각주변상을 보인다.